# Монумент Первоконникам
«Монумент Первоконникам» — памятник работы скульптора Е. В. Вучетича, расположенный в Ростове-на-Дону. Установлен в 1972 году в центре площади Советов. Посвящён героям Гражданской войны, освободившим Ростов от белогвардейцев в 1920 году. Памятник имеет статус объекта культурного наследия регионального значения.

## Описание
Скульптурная группа создана Е. В. Вучетичем, архитектурная часть выполнена по проекту И. И. Ловейко, Я. А. Ребайна и Л. Л. Эберга. Памятник изготовлен в характерном для скульптора тяжёлом монументальном стиле. На массивном гранитном постаменте скачет кавалерист с саблей наголо. Его могучий конь стоит на дыбах и устремлён вперёд. Слева от него фигура идущего в атаку красноармейца. Справа — раненый матрос, кидающий гранату. На постаменте памятника — сюжетные композиции с изображением боёв 1-й Конной армии. Тяжёлый, величественный памятник олицетворяет непоколебимость победы Красной армии в Гражданской войне.

Сюжетные композиции на постаменте
Сюжетные композиции на постаменте
Красноармеец, слева от кавалериста
Монумент Первоконникам
Монумент Первоконникам
Монумент Первоконникам

## История

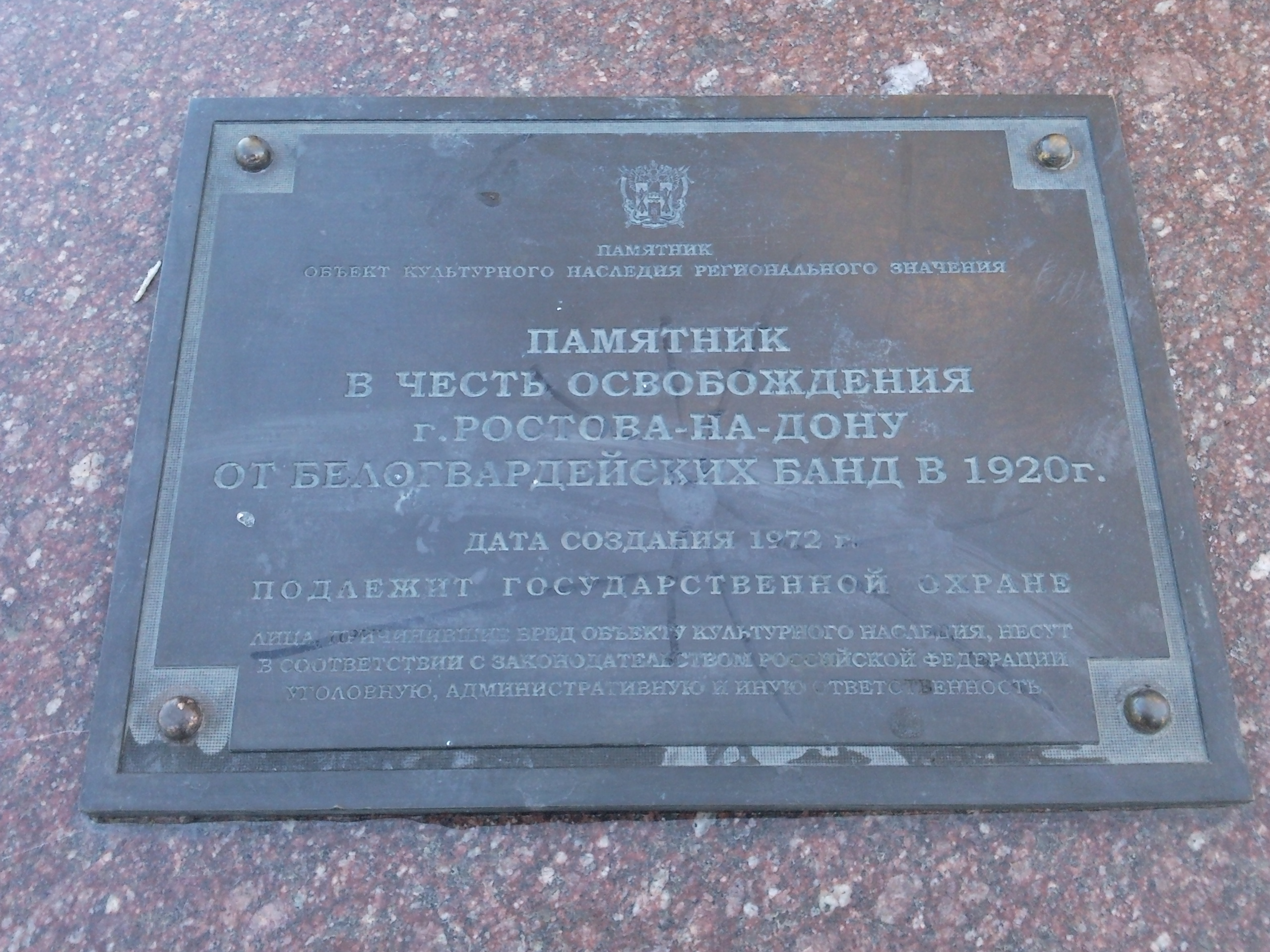
Табличка на монументе

Проект памятника освобождению Ростова-на-Дону от белогвардейцев появился ещё до Великой Отечественной войны. Его авторами были скульптор С. Г. Корольков и архитектор В. В. Баринов. Планировалось установить памятник в 1941 году, однако помешала война.
Памятник, изготовленный в мастерской Вучетича, изначально предполагалось поставить в Волгограде и посвятить Обороне Царицына. Но от этого проекта отказались, и тогда скульптор предложил поставить его в Ростове в память об освобождении города от белогвардейцев в 1920 году. Монумент Первоконникам, установленный перед зданием облисполкома, был торжественно открыт 30 апреля 1972 года в присутствии большого количества народа.
После перестройки памятник стал подвергаться критике за его низкохудожественный уровень, а также за то, что он стоит на месте снесённого Александро-Невского собора. В 1996 году по требованию казаков с памятника сняли доску с текстом «Сооружен в ознаменование освобождения Ростова-на-Дону от белогвардейских банд в 1920 году». Однако позже она была восстановлена. Скульптура коня имеет неестественно большие яички, из-за чего памятник стал объектом шуток и городских легенд. Ещё один повод для шуток даёт матрос, кидающий гранату в сторону здания полпредства президента в Южном федеральном округе.